# Síndrome de twiddler

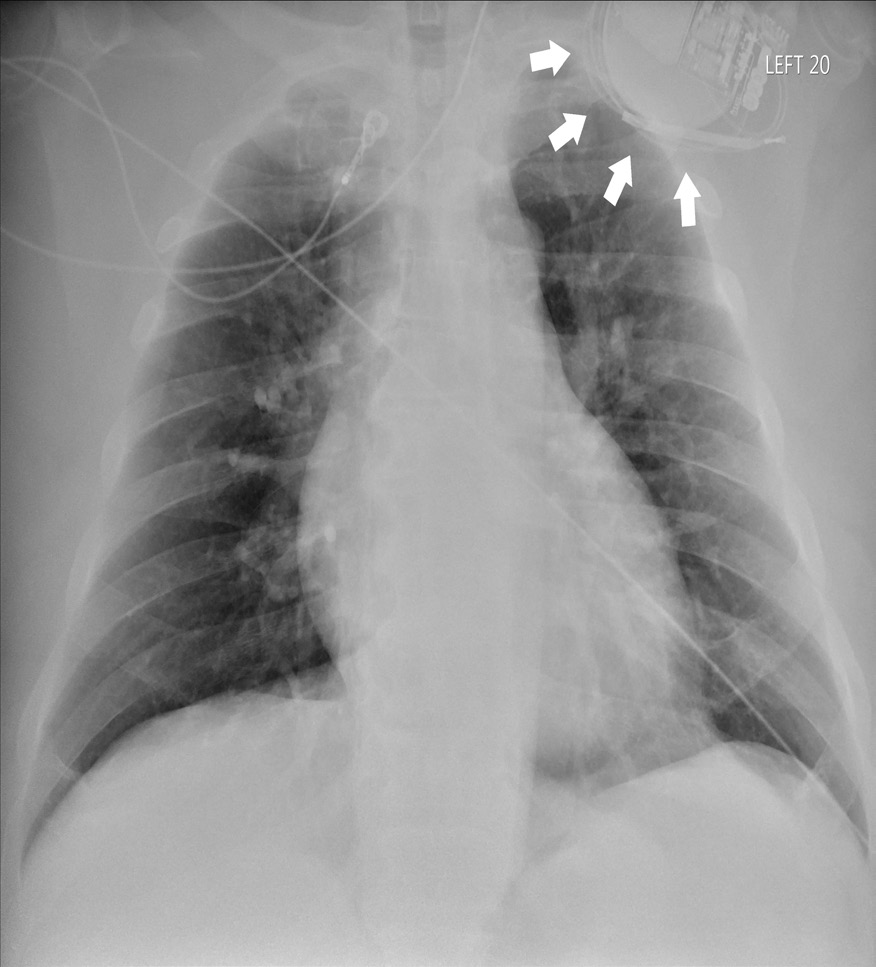
Radiografía de tórax que muestra el síndrome de twiddler en un desfibrilador automático implantable. Los cables no se observan en el ventrículo y se han enrollado alrededor del dispositivo (señalado con flechas blancas).

El síndrome de twiddler, también conocido como síndrome del giro inadvertido del marcapasos, es una complicación infrecuente de la implantación de dispositivos médicos eléctricos en la que la persona que lo porta, de forma consciente o no, lo hace girar sobre sí mismo, haciendo que los cables se enrollen o se rompan. Ocurre sobre todo en aparatos de cardiología, aunque también en reservorios de quimioterapia, estimuladores del nervio frénico, dispositivos de estimulación cerebral o catéteres venosos centrales. Fue descrito por primera vez por Bayliss et al. en 1968.
En el caso de los marcapasos cardíacos, suele darse durante el primer año tras la implantación, con una frecuencia entre el 0,07 % y el 7 %. Entre los síntomas se incluyen fatiga, síncope, dolor en el pecho, pulsaciones en el abdomen por estimulación nerviosa o movimientos del brazo debido a excitación del plexo braquial; pueden darse complicaciones como arritmias o incluso la muerte. El tratamiento es quirúrgico.